# Epiphora manowiensis
Epiphora manowiensis är en fjärilsart som beskrevs av Gschwandner. 1923. Epiphora manowiensis ingår i släktet Epiphora och familjen påfågelsspinnare. Inga underarter finns listade i Catalogue of Life.